# Ahmed Soufiane
Ahmed Soufiane Al-Abunora (9 agosto 1990) è un calciatore qatariota, portiere della nazionale qatariota, attualmente svincolato.

## Carriera

### Nazionale
Ha esordito in nazionale nel 2013.

## Palmarès

### Club

#### Competizioni nazionali
- Qatar Stars League: 1

Al-Duhail: 2019-2020
- Coppa dell'Emiro del Qatar: 1

Al-Duhail: 2019